# Kostel Nejsvětějšího Srdce Ježíšova (Jablonec nad Nisou)
Římskokatolický děkanský kostel Nejsvětějšího Srdce Ježíšova v Jablonci nad Nisou je sakrální stavba na Horním náměstí. Od roku 1963 je kostel společně s farou chráněn jako kulturní památka.

## Historie

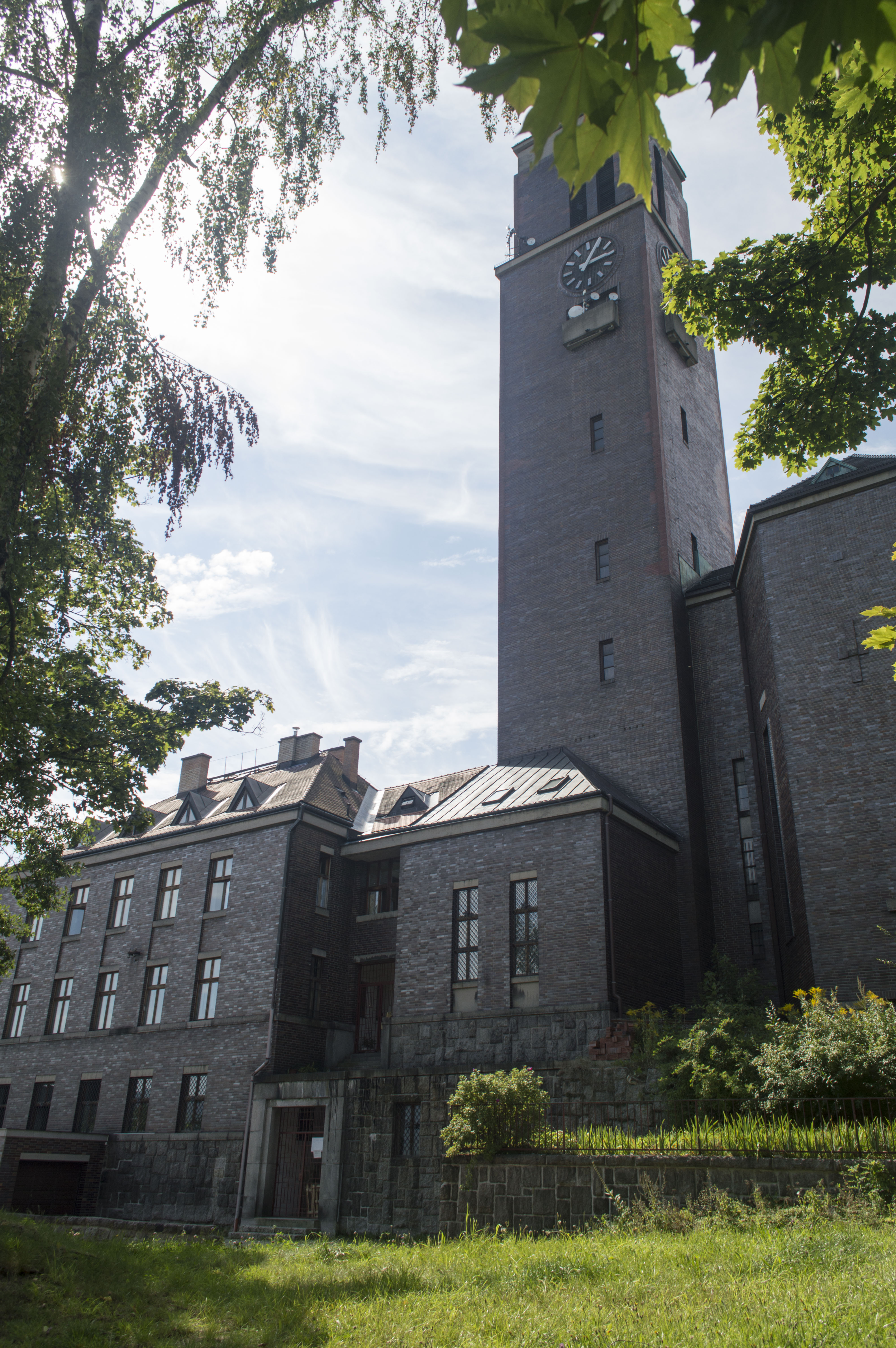
Jablonecký kostel Nejsvětějšího Srdce Ježíšova s farou (vlevo)

Kostel byl postaven podle návrhu jabloneckého rodáka Josefa Zasche v letech 1930–1931.

### Program záchrany architektonického dědictví
V rámci Programu záchrany architektonického dědictví bylo v letech 1995-2014 na opravu památky čerpáno 5 200 000 Kč.
| rok    | 2003  | 2004  | 2006 | 2007 | 2008  | 2009 |
| ------ | ----- | ----- | ---- | ---- | ----- | ---- |
| částka | 1 000 | 1 000 | 800  | 750  | 1 150 | 500  |

## Architektura
Jedná se o cihlový trojlodní obdélníkový objekt s příčnou lodí. Na jižní straně dominuje stavbě hranolovitá věž. Vnitřek kostela zdobí kazetový strop a boční kaple zdobí tribuny. Bronzová socha Krista umístěná na hlavním oltáři pochází z roku 1930. Jejím autorem je vídeňský sochař Arnold Hartig. V boční oltář vyzdobil roku 1933 mramorovou sochou Piety sochař F. Huppe. V sakristii se nachází ikonicky zajímavý obraz sv. Martina z roku 1671.

## Provoz kostela
V kostele se kromě pravidelných bohoslužeb konají také koncerty.